# Potée lorraine
La potée lorraine (appelée aussi Eintopf en francique lorrain et potaye) est un plat originaire de Lorraine, une région du nord-est de la France.
Cet article court présente un sujet plus développé dans : Potée.

## Préparation
Elle réunit viandes et légumes pour les servir en un plat complet : soupe avec tranches de pain grillé, puis légumes surmontés de cochonnailles.

## Variantes de la potée lorraine
Potée aux lentilles (Lìnsegemììs), potée ou purée de chou d'hiver frisé (Wìnderkéhl ou Kruwwelkéhl).